# Jean Osy
Joannes Josephus (Jan Jozef of Jean-Joseph) Rénier Osy - ook Osy de Wychen - (Rotterdam, 31 januari 1792 - Deurne, 21 juni 1866) was een Belgisch bankier en liberale en nadien katholieke politicus.

## Levensloop
Osy was de zoon van Cornelius Osy (1757-1831) die consul-generaal van Oostenrijk in Rotterdam was, in 1814 algemeen thesaurier voor de Zuidelijke Nederlanden werd en lid van de Eerste Kamer. Cornelius Osy was in 1816 in de adelstand bevestigd met de erfelijke titel van baron. Hij was getrouwd met zijn nicht Isabella Osy (1766-1840) en ze hadden twee dochters en vier zoons, onder wie Jan Jozef. Deze trouwde met Maria Joanna de Knijff (1792-1851). Ze hadden een dochter, Josephina Maria Isabella, die trouwde met John Cogels, zoon van Albert Cogels en een zoon, Eduard Osy de Zegwaart die gouverneur werd van de provincie Antwerpen. Hij was een schoonbroer van graaf Joseph de Baillet.
Geboren in een Zuid-Nederlandse bankiersfamilie in Rotterdam, vestigde Jan Jozef zich in Antwerpen waar hij voorzitter werd van de Banque d'Anvers en gemeenteraadslid. In 1830 was hij voorzitter van de Handelskamer en werd tot plaatsvervangend lid verkozen in het Nationaal Congres, waar hij nochtans al onmiddellijk zetelde, door de weigering van een rechtstreeks gekozen lid. Hij behoorde als het ware vanzelfsprekend tot de orangisten die tegen de eeuwige ban op de familie Nassau stemden. Voor het overige werd hij beschouwd als gematigd katholiek.
Na een paar keer zijn stem te hebben uitgebracht op de naam van Beierse vorsten (en dus niet voor de Franse kandidaat), bracht hij zijn stem uit op Leopold van Saksen Coburg en maakte deel uit van de delegatie die hem in Londen de troon ging aanbieden. Hij aanvaardde het Verdrag van de XVIII artikelen. Toen de eerste Belgische staatslening weinig belangstelling wekte bij de buitenlandse investeerders, stelde hij zich persoonlijk garant.
Van 1831 tot 1833 en van 1841 tot 1857 was hij volksvertegenwoordiger. In de Kamer liet hij een onafhankelijke stem weerklinken, meest geïnteresseerd in de problemen van handel en industrie. Hij werd in eerste instantie beschouwd als een liberaal, maar evolueerde in 1850 richting de katholieke partij. In 1862 werd hij verkozen tot senator en bleef dit tot aan zijn dood.